# Babynino (Kaluga, Siedlung)
Babynino (russisch Бабы́нино) ist eine Siedlung (possjolok) in der Oblast Kaluga in Russland mit 3725 Einwohnern (Stand 14. Oktober 2010).

## Geographie
Der Ort liegt knapp 40 km Luftlinie südwestlich des Oblastverwaltungszentrums Kaluga auf der Wasserscheide zwischen der östlich fließenden Wyssa, einem linken Nebenfluss der Oka, und der südöstlich fließenden Serjona, einem linken Zufluss des linken Oka-Nebenflusses Schisdra.
Babynino ist Verwaltungszentrum des Rajons Babyninski sowie Sitz der Landgemeinde (selskoje posselenije) Possjolok Babynino, zu der außerdem das gut einen Kilometer westlich gelegene kleine Dorf Sloboda gehört.

## Geschichte
Die Geschichte des Ortes beginnt mit dem Bau der Eisenbahnstrecke von Moskau nach Brjansk 1897, als dort zwei Kilometer westlich des Dorfes Babynino (bis heute eigenständig und Sitz der Landgemeinde Selo Babynino) eine Station errichtet wurde. Nach deren Eröffnung 1899 entstand dort eine zunächst kleine Siedlung, im äußersten Osten des Ujesds Meschtschowsk, unweit der Grenze zum Ujesd Peremyschl des Gouvernements Kaluga gelegen.
Die in dieser Zeit noch verwaltungstechnisch zum Dorf gehörige Siedlung entwickelte sich beschleunigt ab den 1920er-Jahren. Spätestens 1926 wurde der Ort Sitz einer Wolost, die 1927 noch zum Ujesd Kaluga kam, bevor 1929 Gouvernement und Ujesde aufgelöst wurden. Am 12. Juli 1929 entstand der Babyninski rajon mit Sitz in Babynino, als Teil der Oblast Moskau, zunächst bis 1930 im Bestand des Okrugs Kaluga. Vom 26. September 1937 bis zur Bildung der Oblast Kaluga am 5. Juli 1944 gehörte der Rajon zur Oblast Tula. Nach 1939 wurden Siedlung und ursprüngliches Dorf verwaltungstechnisch getrennt, und der Rajonsitz befand sich seither in der mittlerweile größeren Stationssiedlung.
Im Zweiten Weltkrieg wurde die Siedlung am 8. Oktober 1941 von der deutschen Wehrmacht besetzt, aber bereits am 29. Dezember 1941 von der Roten Armee im Rahmen ihrer Gegenoffensive in der Schlacht um Moskau zurückerobert.

### Bevölkerungsentwicklung
| Jahr | Einwohner |
| ---- | --------- |
| 1939 | 2759      |
| 1959 | 1904      |
| 1970 | 2775      |
| 1979 | 3817      |
| 1989 | 4148      |
| 2002 | 4054      |
| 2010 | 3725      |

Anmerkung: Volkszählungsdaten (1939 heutige Siedlung und Dorf zusammen)

## Verkehr
Im Babynino befindet sich die gleichnamige Bahnstation bei Kilometer 215 der Bahnstrecke Hauptstrecke Moskau – Brjansk – Kiew.
Nordwestlich an Babynino führt die föderale Fernstraße M3 Ukraina von Moskau über Brjansk zur ukrainischen Grenze vorbei. Durch den Ort und weiter nach Nordosten entlang der Bahnstrecke verläuft die Regionalstraße 29K-002 über Worotynsk nach Roswa im westlichen  Teil des Stadtkreises Kaluga.